# Leo Goodwin
Leo Joseph „Budd“ Goodwin (* 13. November 1883 in New York; † 25. Mai 1957 ebenda) war ein US-amerikanischer Schwimmer und Wasserballspieler.
Goodwin war Mitglied des New York Athletic Club und startete für diesen bei den Olympischen Spielen 1904 in St. Louis in mehreren Schwimmdisziplinen. Er nahm beim Wasserspringen in der Disziplin Kopfweitsprung teil, bei der es darum ging ins Wasser zu springen und anschließend so weit wie möglich zu tauchen. Goodwin holte dabei den dritten Platz und die Bronzemedaille. Zusammen mit seinen Teamkollegen vom New York Athletic Club David Bratton, George Van Cleaf, Louis Handley, David Hesser, Joseph Ruddy und James Steen trat er beim Wasserballturnier an, bei dem sie gegen das US-amerikanische Team vom Chicago Athletic Club mit 6:0 siegten und die Goldmedaille gewannen. Goodwin holte außerdem noch mit der 4-mal-50-Yards-Staffel die Goldmedaille. Er nahm zudem noch in drei Freistil-Einzeldisziplinen teil, konnte sich aber nirgends mehr platzieren.
Bei den Olympischen Spielen 1908 konnte Goodwin nicht mehr in dem Umfang teilnehmen, wie er es vier Jahre zuvor geschafft hatte. Goodwin erkrankte 1906 an einer Blutvergiftung, bei der er beinahe einen Arm verloren hätte. Trotzdem nahm er noch über 400 m Freistil teil und mit der 4 × 200-m-Staffel, mit der er sogar eine Bronzemedaille holte.
Im Jahr 1971 wurde er in die International Swimming Hall of Fame aufgenommen.